# ESC Radio
Az ESC Radio (Eurovision Song Contest Radio) az Eurovízió hivatalos rádiója, ahol eurovíziós dalokat játszanak.

## ESC Radio-díj
Egy évente megrendezett internetes szavazás, ahol az ESC Radio hallgatói voksolhatnak az idei legjobb férfi és női előadóra, a legjobb csapatra, valamint a legjobb dalra, 2006-tól. A szavazás 2010-ben elmaradt.
Magyarország eddig csak egy díjjal büszkélkedhet, Rúzsa Magdi lett 2007-ben a 'Legjobb női előadó'.

### Győztesek
A legtöbbször nyert ország Svédország, összesen ötször nyertek: kettőt Eric Saade és Loreen egyet pedig Sanna Nielsen. Utánuk Magyarország, Görögország és Izland három győzelemmel. Majd Spanyolország, Oroszország, Norvégia és az Egyesült Királyság két díjjal rendelkeznek, míg Románia, Finnország, Törökország, Ukrajna, Azerbajdzsán, Németország, Hollandia, Írország, Észtország és Olaszország csak eggyel.
Eddig minden évben az egyik ország duplázott.
| Év   | Legjobb dal                      | Szavatok aránya | Legjobb női előadó | Szavatok aránya | Legjobb férfi előadó   | Szavatok aránya | Legjobb csapat                  | Szavatok aránya |
| ---- | -------------------------------- | --------------- | ------------------ | --------------- | ---------------------- | --------------- | ------------------------------- | --------------- |
| 2006 | Everything - Anna Vissi          | 24,14%          | Anna Vissi         | 27,34%          | Mihai Traistariu       | 22,97%          | Lordi                           | 19,74%          |
| 2007 | I Love You Mi Vida - D'Nash      | 13,9%           | Rúzsa Magdi        | 15,2%           | Kenan Dogulu           | 21,7%           | D'Nash                          | 21,8%           |
| 2008 | Believe - Dima Bilan             | 47%             | Ani Lorak          | 18,9%           | Dima Bilan             | 29,1%           | Euroband                        | 19,9%           |
| 2009 | Fairytale - Alexander Rybak      | 14%             | Yohanna            | 18,9%           | Alexander Rybak        | 33,8%           | Aysel & Arash                   | 21,2%           |
| 2011 | Popular - Eric Saade             | 31,4%           | Lena               | 15,4%           | Eric Saade             | 49,1%           | Jedward                         | 32,6%           |
| 2012 | Euphoria - Loreen                | 17%             | Loreen             | 17,3%           | Ott Lepland            | 19,4%           | Gréta Salóme & Jónsi            | 24,4%           |
| 2013 | Believe in Me - Bonnie Tyler     | 12,6%           | Bonnie Tyler       | 16,9%           | Marco Mengoni          | 18,3%           | Koza Mostra & Agathon Iakovidis | 20,7%           |
| 2014 | Running - Kállay-Saunders András | 8,8%            | Sanna Nielsen      | 30,1%           | Kállay-Saunders András | 23,9%           | The Common Linnets              | 18,8%           |